# José Ignacio Nogués
José Ignacio Nogués Jarne, (nacido el 24 de julio de 1995 en Barcelona, Cataluña) es un jugador de baloncesto español que actualmente milita en las filas del CB Prat de la Liga LEB Plata. Con 2.04 de estatura, su puesto natural en la cancha es el de alero.

## Historia
Empezó en el mundo de la canasta en categoría infantil y tres años después fichaba y ganaba su primer Campeonato de España con el cadete del Club Joventut de Badalona entrenado por Paco Redondo.
Paco Redondo (que más tarde sería ayudante de Pablo Laso en el Real Madrid), fue una de las claves del crecimiento deportivo del jugador nacido en la ciudad Condal. De hecho, muchísimo tuvo que ver él en su debut en la Liga Endesa.
Solo con 20 años, Nogués presumiría de haber ganado dos campeonatos de España, el NIJT de Hospitalet, el de Londres, haber conseguido un ascenso a la LEB Oro con el CB Prat-Joventut y haber ganado la Copa LEB Plata a nivel de clubs y también de dos medallas de bronce (Europeo sub-16 y sub-18) y dos de plata (sub-20). 
Nogués brilló el verano de 2015 con la selección sub-20. En octubre de 2015, el canterano debutó en la máxima categoría del baloncesto español. Antes de debutar con el primer equipo, estuvo dos años entrenando con el primer equipo ‘verd-i-negre’ y compitiendo con el CB Prat de la LEB Oro.
En 2015 se convirtió en jugador de la primera plantilla del Joventut en ACB.
Tras diez años en el club verdinegro y cuatro en el primer equipo, ambas partes pactaron su desvinculación del club, incorporándose acto seguido a las filas del Club Baloncesto Breogán.
El 8 de septiembre de 2020, se incorpora al CB Almansa de la LEB Oro.
El 14 de agosto de 2021, firma como jugador del Club Ourense Baloncesto de la Liga LEB Plata.
El 8 de agosto de 2023, firma por el Grupo Alega Cantabria de la Liga LEB Oro.
En la temporada 2024-25, firma por el CB Prat de la Liga LEB Plata.